# Alah Air Timur
Alah Air Timur is een bestuurslaag in het regentschap Meranti-eilanden van de provincie Riau, Indonesië. Alah Air Timur telt 2816 inwoners (volkstelling 2010).